# Ngau Island
Ngau Island är en ö i Fiji.   Den ligger i divisionen Östra divisionen, i den östra delen av landet, 90 km öster om huvudstaden Suva. Arean är 136 kvadratkilometer.
Terrängen på Ngau Island är kuperad. Öns högsta punkt är 709 meter över havet. Den sträcker sig 20,3 kilometer i nord-sydlig riktning, och 13,8 kilometer i öst-västlig riktning.  I omgivningarna runt Ngau Island växer i huvudsak städsegrön lövskog.
Följande samhällen finns på Ngau Island:
- Levuka